# 하시무라 유타
하시무라 유타(일본어: 橋村 祐太, 1991년 9월 10일 ~ )는 일본의 전 축구 선수이다.

## 구단 경력
과거 요코하마 FC, 기라반츠 기타큐슈에서 활동하였다.